# Sauherad
Sauherad és un antic municipi situat al comtat de Telemark, Noruega. Té 4.338 habitants (2016) i la seva superfície és de 320,53 km². El centre administratiu del municipi és el poble d'Akkerhaugen. Va ser establert com a municipi l'1 de gener de 1838.

## Ciutats agermanades
Sauherad manté una relació d'agermanament amb la següent localitat:
- Karlsborg, Comtat de Västra Götaland, Suècia